# Zamopsyche commentella
Zamopsyche commentella är en fjärilsart som beskrevs av Dyar 1923. Zamopsyche commentella ingår i släktet Zamopsyche och familjen säckspinnare. Inga underarter finns listade i Catalogue of Life.